# Svart arowana
Svart arowana (Osteoglossum ferreirai) är en fiskart som beskrevs av Kanazawa, 1966. Svart arowana ingår i släktet Osteoglossum och familjen Osteoglossidae. IUCN kategoriserar arten globalt som livskraftig. Inga underarter finns listade i Catalogue of Life.